# ZP4
ZP4‏ (Zona pellucida glycoprotein 4) هوَ بروتين يُشَفر بواسطة جين ZP4 في الإنسان.